# Copa de Honor Cousenier
A Copa de Honor Cousenier foi uma competição internacional de clubes de futebol, disputada entre equipes das associações da Argentina e do Uruguai. O torneio foi realizado entre 1905 e 1920, num total de 13 edições. Foi disputada pelos campeões da Copa Honor (Uruguai) e da Copa Honor de Municipalidad de Buenos Aires (Argentina), em jogo único, sediado em Montevidéu.

## Lista de campeões

### Finais
A lista a seguir inclui todas as edições da copa. Todos os jogos finais foram realizados em Montevidéu.[carece de fontes?]
| Ano  | Campeão                                  | Placar                                   | Vice-campeão                             |
| ---- | ---------------------------------------- | ---------------------------------------- | ---------------------------------------- |
| 1905 | Nacional                                 | Alumni                                   | 3 – 2                                    |
| 1906 | Alumni                                   | Nacional                                 | 2 – 2 3 – 1                              |
| 1907 | Belgrano AC                              | CURCC                                    | 2 – 1                                    |
| 1908 | Wanderers                                | Quilmes                                  | 2 – 0                                    |
| 1909 | CURCC                                    | San Isidro                               | 4 – 2                                    |
| 1910 | (cancelado)                              | (cancelado)                              | (cancelado)                              |
| 1911 | CURCC                                    | Newell's                                 | 2 – 0                                    |
| 1912 | River Plate (M)                          | Racing                                   | 2 – 1                                    |
| 1913 | Racing                                   | Nacional                                 | 1 – 1 3 – 2                              |
| 1914 | (Disputada somente por clubes uruguaios) | (Disputada somente por clubes uruguaios) | (Disputada somente por clubes uruguaios) |
| 1915 | Nacional                                 | Racing                                   | 2 – 0                                    |
| 1916 | Nacional                                 | Rosario Central                          | 6 – 1                                    |
| 1917 | Nacional                                 | Racing                                   | 3 – 1                                    |
| 1918 | Peñarol                                  | Independiente                            | 4 – 0                                    |
| 1919 | (não houve disputa)                      | (não houve disputa)                      | (não houve disputa)                      |
| 1920 | Boca Juniors                             | Universal                                | 2 – 0                                    |

### Títulos por clube
| Clube           | Títulos | Anos do título         |
| --------------- | ------- | ---------------------- |
| Nacional        | 4       | 1905, 1915, 1916, 1917 |
| CURCC/Peñarol   | 3       | 1909, 1911, 1918       |
| Alumni          | 1       | 1906                   |
| Belgrano AC     | 1       | 1907                   |
| Wanderers       | 1       | 1908                   |
| River Plate (M) | 1       | 1912                   |
| Racing          | 1       | 1913                   |
| Boca Juniors    | 1       | 1920                   |

### Títulos por país
| País      | Títulos | Clubes                                               |
| --------- | ------- | ---------------------------------------------------- |
| Uruguai   | 9       | Wanderers, Nacional, CURCC/Peñarol e River Plate (M) |
| Argentina | 4       | Alumni, Belgrano AC, Boca Juniors e Racing           |